# Driegelinck
Driegelinck was een schoenfabriek in de Belgische plaats Izegem (provincie West-Vlaanderen).

## Oprichting en beginjaren (1919-1925)
In 1919 richtten August Driegelinck (1889-1957) en Cyriel Naessens (1882-1933) de Manufacture de chaussures de luxe op in de Nederweg te Emelgem. De twee schoonbroers waren verbonden door hun huwelijk met de zussen Julienne en Flavie Sabbe. De regio Izegem stond al bekend als een centrum voor schoenproductie, en de twee ondernemers zagen een kans om hoogwaardige schoenen te produceren voor de Belgische en Franse markt.
In 1920 werd een plan goedgekeurd om een fabriek met bijhorende woning op te trekken in de Prinsessestraat, wat een belangrijke stap was in de professionalisering van de productie. De schoenen werden aanvankelijk volledig met de hand gemaakt, maar al snel investeerden Driegelinck en Naessens in mechanische hulpmiddelen om de efficiëntie te verhogen.
In 1924 besloot Cyriel Naessens zich terug te trekken om een eigen fabriek op te richten. August Driegelinck vond echter een nieuwe zakenpartner in Cyriel Vanbeylen, een ervaren ondernemer in de schoenensector, en zette de productie verder onder een nieuwe structuur.

## De samenwerking Driegelinck & Vanbeylen (1925-1958)

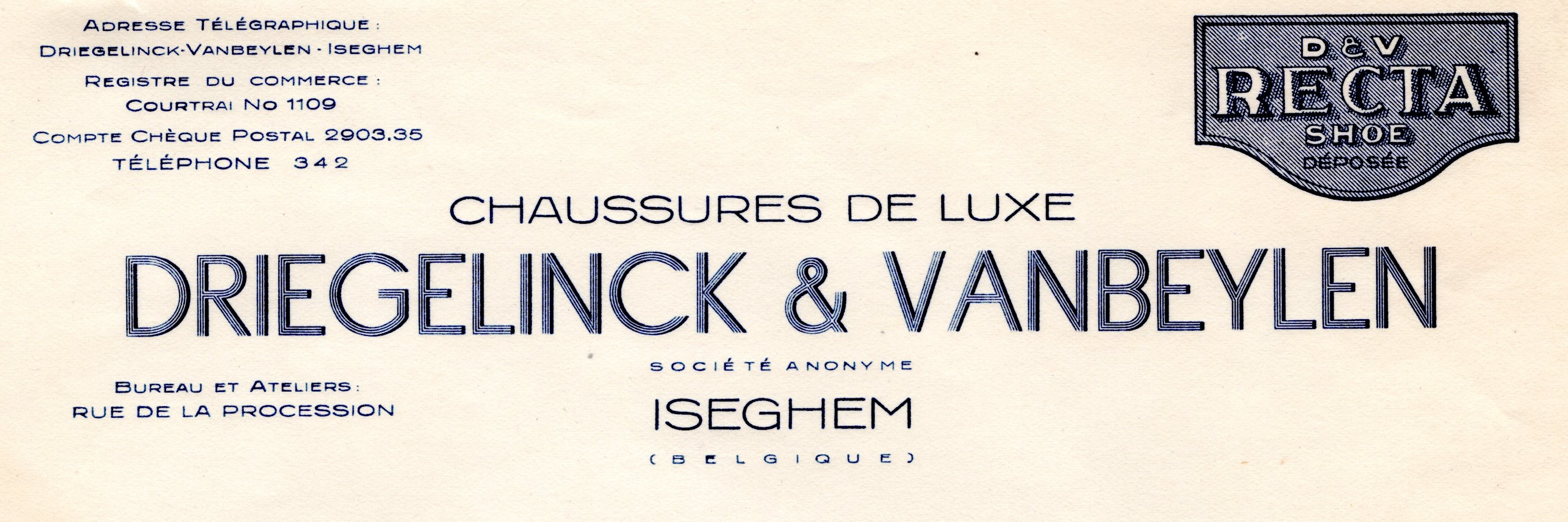
Briefhoofd schoenfabriek Driegelinck & Vanbeylen uit 1940

Eind 1924, begin 1925 startte de samenwerking tussen August Driegelinck en Vanbeylen. Op 31 januari 1925 werd het merk Recta officieel gedeponeerd, een naam die synoniem werd met kwaliteit en vakmanschap. De firma vestigde zich in de Ommegangstraat 15-17, een adres dat het bedrijf zijn hele bestaan behield. 
De jaren ’30 en ’40 waren uitdagend door de economische crisis en de impact van de Tweede Wereldoorlog. Ondanks materiaalschaarste bleef het bedrijf actief, deels door overheidscontracten voor militaire schoenen. Na de oorlog bloeide de sector opnieuw op en Recta werd een gevestigde waarde in de Benelux. In 1938 deponeerden ze het merk ‘Medina’ voor de soepele luxeschoen.

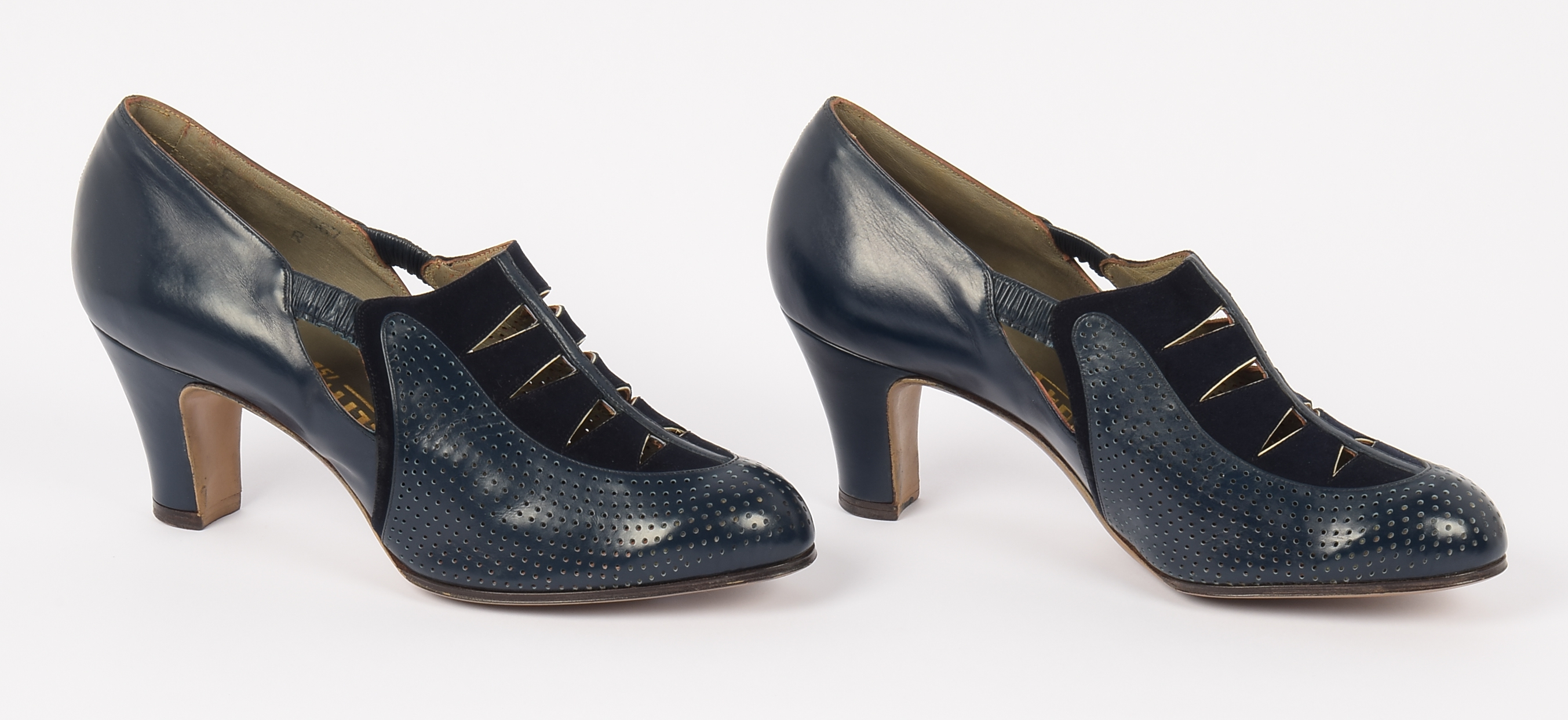
Pumps in blauw kalfsleer van het merk Recta uit 1950

In 1957 overleed August Driegelinck. Zijn zonen Roger (1924-2011) en Jacques (1930-1989) verkochten hun aandelen aan Vanbeylen, terwijl Daniël Driegelinck (1932-2010) in 1956 al een aparte fabriek voor kinderschoenen oprichtte onder de naam Millbrook's in de Kapelstraat in Emelgem.
In 1958 werd de samenwerking tussen de families Driegelinck en Vanbeylen officieel stopgezet. Cyriel Vanbeylen richtte vervolgens NV Vanbeylen-Recta Shoe op en zette het merk verder.

## Groei en diversificatie (1958-1988)
Na de opsplitsing gingen Roger, Jacques en Daniël verder onder de naam Driegelinck Gebroeders in de Kapelstraat 12 – 14 in Emelgem. Het logo van de fabriek verwijst naar de drie broers. De fabriek bleef zich specialiseren in schoenen, met name in de merken Doreal (damesschoenen) en Millbrook's (kinderschoenen). Dankzij sterke relaties met groothandelaars in Frankrijk en Duitsland kon het bedrijf groeien en moderniseren.
In 1968 werd de fabriek bezocht door de Bulgaarse ambassadeur Paskalev, wat het internationale karakter van het bedrijf onderstreepte, dagelijkse productie was toen 2500 paar schoenen. Het bedrijf breidde zijn afzetmarkten verder uit naar Scandinavië en het Verenigd Koninkrijk.
In 1976 werd SODRI (Sales Organisation Driegelinck) opgericht, een verkoopsorganisatie die ook samenwerkte met Italiaanse fabrikanten. De Italiaanse schoenenindustrie stond bekend om zijn innovatieve ontwerpen en hoogwaardige leerbewerking, waardoor Driegelinck via samenwerkingen toegang kreeg tot nieuwe productiemethoden.
In 1988 onderging Driegelinck Gebroeders een kapitaalsverhoging en veranderde de naam in EFASO (Euro Factory of Shoes). Dit werd gecombineerd met een verdere modernisering van de productie, waarbij gebruik werd gemaakt van computergestuurde technologieën zoals CAD-CAM en waterjet-ledersnijmachines. Dankzij deze investeringen kon het bedrijf efficiënter werken en concurreren met andere Europese fabrikanten.
Tegelijkertijd startten Jacques en zijn kinderen Jan (1960), Isabelle (1962) en Nicolaas (1964) in 1988 de schoenenketen BENT, die uitgroeide tot een netwerk van multimerkenwinkels in België en Nederland. Hun eerste winkels openden ze in Waregem, Genk en Gosselies. Hierdoor was de familie Driegelinck niet langer enkel producent, maar ook verdeler en retailer. De naam van NV Medina verwijst naar het vroegere luxe schoenenmerk van het bedrijf. De familie zag van bij de start potentieel in de periferie, omwille van de mobiliteit en de lagere huurprijzen. Tot op vandaag heeft de keten geen centrumlocaties. De naam BENT is overigens het resultaat van een boel overwegingen. “We wilden een korte naam, die vooraan in de Gele Gids zou staan. Met de beginletter B zouden we goed zitten. In het Engels betekent BENT gebogen, niet vlak, buitengewoon, en ook neiging tot of aanleg voor.” Dat schoentje vonden de ondernemers wel passen.

## Neergang schoennijverheid en stopzetting van de Belgische productie (1988-1996)
Ondanks de moderniseringen en de sterke positie op de markt, kende EFASO onder Roger en zoon Francis vanaf de jaren '90 steeds meer moeilijkheden. In 1990 was het nog de grootste producent van damesschoenen in België, met een dagproductie van 2000 paar schoenen en 200 werknemers. Maar de veranderende economische omstandigheden en concurrentie uit lageloonlanden zoals China en Vietnam zorgden voor een terugval.
Tegelijkertijd veranderde de mode-industrie snel, en schoenenwinkels stapten vaker over op goedkopere, sneller geproduceerde modellen. De stijgende loonkosten in België maakten het steeds moeilijker om rendabel te blijven produceren. Ondanks verschillende herstructureringen en investeringen in innovatie, kon het bedrijf de concurrentie niet meer aan.
In mei-juni 1996 ging EFASO in vereffening, wat leidde tot stakingen op 10 en 11 juni. Uiteindelijk werd het faillissement uitgesproken, waarbij ongeveer 100 werknemers hun job verloren. Het Nederlandse bedrijf Mapeko NV nam een dertigtal werknemers over, maar ook Mapeko ging in de jaren 2000 failliet.

## Hedendaagse activiteiten en erfgoed
Hoewel de productie van schoenen ophield, bleven verschillende takken van de familie succesvol actief in het bedrijfsleven:
- BENT schoenen groeide uit tot een keten met een twintigtal winkels in 2024, geleid door Jan, Isabelle en Nicolaas Driegelinck, de kinderen van Jacques Driegelinck. In het voorjaar van 2025 opent in Izegem een nieuwe winkel van BENT in Izegem.[4]

- Driemo, opgericht door Daniël Driegelinck in 1969, evolueerde naar Bouwgroep Driemo, een vastgoedbedrijf dat anno 2024 wordt geleid door zijn zoon Philippe en diens echtgenote Hildegarde De Vos. Het logo van Driemo is nog steeds geïnspireerd op het logo van de schoenfabriek uit 1958.[5]